# Enes Kanter
Enes Kanter (n. 20 mai 1992, Zürich, cantonul Zürich, Elveția) este un baschetbalist american originar din Elveția, de etnie turcă, care joacă pentru Boston Celtics în NBA. În anul 2017 acesta a devenit apatrid.